# Cair Andros
Pour les articles homonymes, voir Andros.
Cair Andros est le nom donné à un fort du Gondor et à l'île qui l'abrite, au nord d'Osgiliath, dans l'œuvre de J. R. R. Tolkien.

## Géographie
Cair Andros, « Navire aux Longues Écumes » en sindarin, est une île rocheuse située sur l'Anduin, mesurant une quinzaine de kilomètres de longueur à l'est de l'Anórien. Tolkien précise l'origine du nom de l'île : 

« […] l'île a été formée comme un grand bateau, avec une haute proue pointant au nord, contre laquelle les eaux de l'Anduin venaient se briser en une écume blanche. »

## Histoire

### Fondation et fortifications
On ignore la date de fondation de Cair Andros. On sait toutefois qu'Ondoher, en 1944 du Troisième Âge, y installa une garnison. Durant les années qui suivirent, il y eut un relâchement de cette garnison et l'île tomba peu à peu à l'abandon. C'est Túrin II le Surintendant, arrière-grand-père de Denethor II, qui décida de la refortifier vers 2900 T. A. et d'y poster à nouveau des troupes.

### Son importance stratégique
Cair Andros était un endroit stratégique pour le Gondor. En effet, l'île était un des seuls endroits avant la ville d'Osgiliath où on pouvait franchir le fleuve Anduin. D'ailleurs, le feu d'alarme d'Amon Dîn fut originairement construit afin de surveiller ce passage.

### Durant laGuerre de l'Anneau
Le 10 mars 3019 T. A., la défense de Cair Andros faillit. Le même jour où le Roi-Sorcier d'Angmar sortit de Minas Morgul avec l’armée principale du Mordor, environ six mille combattants venus de la Porte Noire prirent le fort et l'île. C'était cette force qui bloqua la descente des Rohirrim vers l'est alors qu'ils chevauchaient au secours du Gondor. 
Après la bataille des Champs du Pelennor, ces derniers furent chassés et refoulés hors de l'Anorien. Dans le voyage des Armées de l'Ouest vers la Porte Noire, Aragorn renvoya des soldats pour reprendre l'île à l'Ennemi.

« Partez! dit Aragorn. Mais conservez ce que vous pourrez d'honneur et ne courez pas! Et il y a une tâche à laquelle vous pouvez vous efforcer et ainsi vous sauver un peu de la honte. Allez vers le sud-ouest jusqu'à Cair Andros et au cas où celle-ci serait encore tenue par les ennemis, comme je le pense, reprenez-la, si vous le pouvez, et tenez-la jusqu'au bout pour la défense du Gondor et du Rohan ! »

On peut aisément supposer qu'ils réussirent dans leur tâche, étant donné le passage suivant, durant le Couronnement du Roi :

« Et de rapides cavaliers apportèrent alors de Cair Andros la nouvelle que tout était terminé […] »

Après la fin de la Guerre de l'Anneau, Cair Andros ne servit plus que pour amarrer des navires gondoriens. C'est la dernière fois qu'on entend parler de la forteresse.

## Adaptations
Dans la version longue du film Le Seigneur des anneaux : Le Retour du roi de Peter Jackson, le personnage de Mardil (second de Faramir) indique à Faramir avoir envoyé des éclaireur à Cair Andros en cas d'invasion par le Nord. Toutefois au moment où un soldat de guet se retrouve tué d'une flèche orque ces derniers comprennent que l'invasion ne viendra pas du Nord.